# Playa de El Rinconín
La playa de El Rinconín, también conocida como playa de Cervigón, es una playa urbana española que se encuentra en Gijón, Asturias, colindante con otra de las playas urbanas de la ciudad, la playa de San Lorenzo. Hay autores que consideran que las playas de El Rinconín y de Cervigón son en realidad dos playas, muy diferentes, y por ello las consideran como independientes.

## Descripción
La playa de El Rinconín, es una alargada (aunque para Alejandro del Río su forma es de concha), estrecha y rocosa,  en cuyo lecho se combinan afloramientos rocosos y fina arena dorada. Su extensión sería de unos 200 metros de longitud y 10 m de anchura.
Por su parte la playa de Cervigón, presenta forma de concha y se ubica a continuación de la anterior. Presentaría afloramientos rocosos y arena tostada, pero de grano grueso.
Como servicios presenta desde papeleras y servicio de limpieza, a aseos, duchas y teléfono, además de señalización de peligro y en verano ayuda y salvamento.

## Servicios

### Servicio de Vigilancia y Salvamento en Playas
La temporada de baños comienza el 15 de Junio y termina el 31 de Agosto, de cada año.
En temporada de baños, la playa cuenta con servicio de vigilancia y salvamento en playas de forma diaria, desde el 15 de junio hasta el 31 de agosto y en horario de 12:00 a 19:00.